# Paul Leonard (Politiker)
Paul R. Leonard (* 3. Juli 1943 in Dayton, Ohio) ist ein US-amerikanischer Politiker. Zwischen 1987 und 1991 war er Vizegouverneur des Bundesstaates Ohio.

## Werdegang
Paul Leonard studierte bis 1965 an der Ohio University das Fach Journalismus. Nach einem anschließenden Jurastudium an der Northern Kentucky University und seiner 1969 erfolgten Zulassung als Rechtsanwalt begann er in diesem Beruf zu arbeiten. Er engagierte sich schon immer für den Tierschutz und vertrat auch als Anwalt unter anderem Fälle, die dieses Thema betrafen. Politisch schloss er sich der Demokratischen Partei an. Zwischen 1973 und 1980 saß er als Abgeordneter im Repräsentantenhaus von Ohio; von 1982 bis 1986 war er als Nachfolger von James H. McGee Bürgermeister seiner Heimatstadt Dayton. Dabei war er vor allem bei der Jugend populär. Er trat in Fernsehwerbespots auf und spielte E-Gitarre.
1986 wurde Leonard an der Seite von Dick Celeste zum Vizegouverneur von Ohio gewählt. Dieses Amt bekleidete er zwischen 1987 und 1991. Dabei war er Stellvertreter des Gouverneurs. Nach seiner Zeit als Vizegouverneur praktizierte er wieder als Rechtsanwalt in Dayton. Er gründete die Organisation Center for Animal Law and Advocacy, die sich für eine härtere Bestrafung von Tiermisshandlungen einsetzt. Heute ist er Direktor beim Animal Legal Defense Fund. Neben seinen Tätigkeiten als Anwalt und im Tierschutz hält Leonard auch Vorlesungen im Fach Politische Wissenschaften an verschiedenen Universitäten.